# Epimyrma kraussei
Epimyrma kraussei је инсект из реда Hymenoptera.

## Угроженост
Ова врста се сматра рањивом у погледу угрожености врсте од изумирања.

## Распрострањење
Ареал врсте је ограничен на једну државу. 
Италија је једино познато природно станиште врсте.